# Die Jungfrau Goldhaar

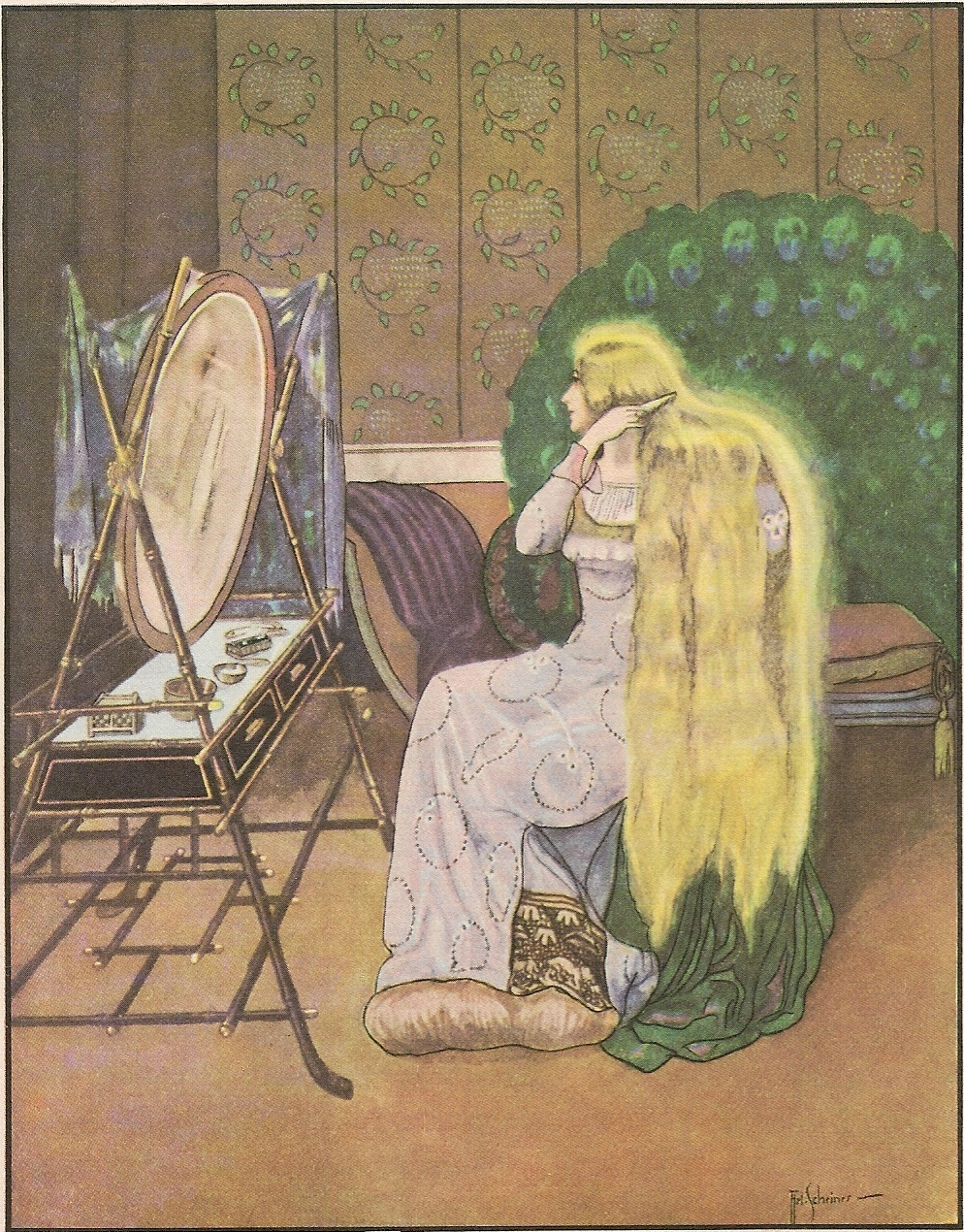
Goldhaar, Artuš Scheiners Illustration (1925/1926) zum Märchen von Karel Jaromír Erben

Die Jungfrau Goldhaar (tschechisch Zlatovláska) ist ein tschechisches Volksmärchen (AaTh 554).

## Handlung
Ein König ließ sich eine Schlange zubereiten, wodurch er die Sprache der Tiere verstand, doch hatte trotz Todesandrohung heimlich auch sein Diener Jiřík davon gekostet, dessen ihn der König später auch verdächtigte. Als sie dann zwei Vögel beobachteten, die sich um drei goldene Haare stritten, sodass Jiřík beim Einschenken den Wein überlaufen ließ, meinte der König erst, dass sein Leben nun verwirkt sei, doch dann schickte er Jiřík auf die Suche nach der goldhaarigen Jungfrau, um sie ihm als Gemahlin zu bringen.
Unterwegs rettete Jiřík einen Ameisenhaufen vor einem Feuer, zwei Rabenjunge vor dem Hungertod, denen er sein Pferd überließ, sowie einen von Fischern gefangenen goldenen Fisch, den er kaufte, um ihm wieder freizulassen. Von den Fischern ließ er sich dann zu einer Insel rudern, auf der ein kristallenes Schloss stand. Dort bat er den König um die Hand von dessen Tochter Goldhaar für seinen Herrn. Um sie zu verdienen, musste er jedoch die Perlen eines zerrissenen Halsbandes wiederfinden, wobei ihm die Ameisen behilflich waren, einen verlorenen Ring aus dem Meer holen, den ihm der goldene Fisch brachte sowie das Wasser des Lebens und das Wasser des Todes herbeischaffen, was die beiden Raben für ihn erledigten. Auf dem Rückweg erblickte er dann eine Fliege in einem Spinnennetz, woraufhin er die Spinne mit dem Wasser des Todes und die Fliege mit dem Wasser des Lebens bespritzte, sodass erstere starb und letztere wieder ins Leben fand. Als er dann erfolgreich zum kristallenen Schloss zurückkehrte, war der König bereit ihm Goldhaar zu geben, jedoch sollte er sie sich selbst auswählen. Sodann wurde er in einen Raum geführt, in dem die zwölf Königstöchter saßen aber alle verschleiert waren. Da flog die Fliege herbei und zeigte Jiřík die richtige Königstochter.
So konnte Jiřík seinem König Goldhaar bringen. Sein Herr wandelt Jiříks Todesstrafe durch Erhängen in eine Enthauptung mit einem ehrenhaften Begräbnis um. Goldhaar aber bat um den Körper des toten Dieners, den sie mit dem Wasser des Todes wieder zusammenfügte und mit dem Wasser des Lebens wieder zum Leben erweckte. Als der König Jiřík dann sah, der nun jünger und schöner war, ließ er sich ebenfalls köpfen, doch vergebens besprengte man ihn mit dem Wasser des Lebens, solange, bis keines mehr da war, denn der Körper wollte nicht zusammenwachsen. Der schlaue Jiřík, der die Sprache der Tiere verstand, wurde daraufhin zum König und Goldhaar zu Königin gewählt.

## Versionen und Hintergrund
Die Version aus dem Werk České pohádky (Prag 1958), das Märchen von Karel Jaromír Erben enthält, wurde erstmals 1859 im Almanach Máj veröffentlicht und trägt im Deutschen die Titel Die Jungfrau Goldhaar und Prinzessin Goldhaar. In der Originalaufzeichnung, die Erben bereits um 1840 bearbeitete, werden als die tierischen Helfer die Raben, die Ameisen und ein Rudel Wölfe aufgeführt, die allesamt vor dem Hungertod bewahrt werden. Der goldene Fisch weist dann den Weg zur goldhaarigen Jungfrau und deren Vater stellt die drei Aufgaben, Bäume mit einer hölzernen Säge zu fällen, was die Wölfe erledigen, ausgesäte Hirse aufzusammeln, wofür die Ameisen sich anbieten und die beiden Wasser herbeizuschaffen, die die Raben holen. Auch wird der Protagonist am Ende nicht hingerichtet aber einer Verjüngungsprobe unterzogen.
Die Jungfrau Goldhaar weist Parallelen zum in Österreich und Frankreich bekannten Märchen Schönhannchen mit dem goldenen Haar auf.

## Verfilmungen
- Zlatovláska (1955) – tschechischer Animationsfilm von Hermína Týrlová
- Zlatovláska (1973) – tschechischer Märchenfilm von Vlasta Janečková
- Zlatovláska (1978) – sowjetischer Animationsfilm von Leonid Aristow